# Гравитациона константа
| Вредности G       | Јединице        |
| ----------------- | --------------- |
| 6,67430(15)×10−11 | m3⋅kg–1⋅s–2     |
| 4,30091(25)×10−3  | pc⋅M⊙–1⋅(km/s)2 |

Гравитациона константа (такође позната као универзална гравитациона константа, Њутнова константа гравитације или Кавендишова гравитациона константа), једна је од природних константи која се појављује у Њутновом закону гравитације, а и у Ајнштајновој општој теорији релативитета. Њутнов закон гравитације тврди да се два масивна тела привлаче силом која сразмерна њиховим масама, а обрнуто сразмерна квадрату њиховог међусобног растојања.
{\displaystyle F\sim {\frac {m_{1}m_{2}}{r^{2}}}}
Да би овај закон могао бити употребљен за рачун, уводи се константа која се неки пут означава са {\displaystyle \gamma \,} (гама), неки пут са G, а неки пут са к. Закон тако гласи
{\displaystyle F=\gamma {\frac {m_{1}m_{2}}{r^{2}}}}
где је
{\displaystyle \gamma =\left(6.67428\pm 0.0010\right)\times 10^{-11}\ {\mbox{N}}\ {\mbox{m}}^{2}\ {\mbox{kg}}^{-2}\,}
која сем нумеричке вредности има и димензије такве да повезује силу са десне и остале величине са леве стране и обично се изражава као N*m²/kg², мада је могуће представити у основним јединицама као m³/(kg*s²).
Ова константа је до сада остала најнепрецизније измерена физичка константа. До сада су многе друге природне константе измерене на седам, осам и више тачних децимала, односно са релативном тачношћу која се мери са један на десетине милиона. Ову константу још увек није могуће прецизније измерити, чак се у последње време дешавају сукоби у научним круговима око објављених величина добијених експериментално од којих су неки међусобно искључиви.
Савремени запис Њутновог закона који обухвата G увео је током 1890-их К. В. Бојз. Прво имплицитно мерење са тачношћу од око 1% приписује се Хенрију Кавендишу у експерименту из 1798. године.

## Дефиниција
Према Њутновом закону универзалне гравитације, привлачна сила (F) између два тачкаста тела је пропорционална производу њихових маса (m1 и m2) и инверзно пропорционална квадрату растојања, r, између њих:
{\displaystyle F=G{\frac {m_{1}m_{2}}{r^{2}}}\,.}
Константа пропорционалности, G, је гравитациона константа. Колоквијално се гравитациона константа назива и „Велико G“, да би се разликовало од „малог g“ (g), које је локално гравитационо поље Земље (еквивалентно убрзању слободног пада). Где је M⊕ маса Земље, а r⊕ је радијус Земље. Те две величине су повезане изразом:
g = GM⊕/r⊕2.
Гравитациона константа се појављује у Ајнштајновим једначинама поља опште релативности,
{\displaystyle G_{\mu \nu }+\Lambda g_{\mu \nu }=\kappa T_{\mu \nu }\,,}
где је Gμν Ајнштајнов тензор, Λ је космолошка константа, gμν је метрички тензор, Tμν је тензор напона и енергије, а κ је константа коју је првобитно увео Ајнштајн и која је директно повезана са Њутновом константом гравитације:
{\displaystyle \kappa ={\frac {8\pi G}{c^{2}}}} ≈ 1,866×10−26 m⋅kg−1.

## Интерпретације величине гравитационе константе
Сама величина константе је изузетно мала и интерпретација закона гравитације у свакодневној ситуацији је да се два тела масе 1 kg на растојању од 1 метра привлаче силом од 6.67*10−11 њутна. Ова величина је изузетно мала и веома је тешко мерљива прецизно. Одавде је јасна природа проблема мерења ове константе.
Колико је вредност гравитационе константе мала и колико она утиче на односе сила у природи говори податак да је привлачна сила протона и електрона која потиче од њиховог наелектрисања (електромагнетна сила) за 39 редова величина већа од гравитационе силе (значи 1039 пута).  Ово је разлог зашто је гравитациона сила приметна међу масивним телима у васиони, али тек у макроразмерама.

## Димензије, јединице, и магнитуда
Димензије приписане гравитацијској константи у горњој једначини - удаљеност на куб, подељена са масом и временом на квадрат (у СИ јединицама, метар на куб по килограму по секунди на квадрат) - су оне димензије потребне да се изједначе јединице употребљене у гравитацијским једначинама. Међутим, ове димензије имају фундаменталну важност у смислу Планкових јединица: када је изражена у СИ јединицама, гравитациона константа је димензијски и нумерички једнака Планковој дужини на куб подељеној са Планковом масом и квадратом Планковог времена. У природним јединицама, од којих су Плацкове јединице вероватно најбољи пример, G и остале физичке константе као c (брзина светлости) могу бити постављене као 1.
У многим школама, димензије G-а су изведене из силе због лакшег разумевања:
{\displaystyle G\approx 6,\!674\times 10^{-11}{\rm {\ N}}\,{\rm {(m/kg)^{2}}}.}
У CGS-у, G се може написати као:
{\displaystyle G\approx 6,\!674\times 10^{-8}{\rm {\ cm}}^{3}{\rm {g}}^{-1}{\rm {s}}^{-2}.}
G такође може бити дан као:
{\displaystyle G\approx 0,\!8650{\rm {\ cm}}^{3}{\rm {g}}^{-1}{\rm {h}}^{-2}.}
С обзиром да период P објекта у кружној орбити око сферног објекта поштује
{\displaystyle GM=3\pi V/P^{2}}
где је V запремина унутар полупречника орбите, види се да
{\displaystyle P^{2}={\frac {3\pi }{G}}{\frac {V}{M}}\approx 10,\!896{\rm {\ h}}^{2}{\rm {g\ }}{\rm {cm}}^{-3}{\frac {V}{M}}.}
Овај начин изражавања G-а приказује везу између просечне густине планета и периода сателита који кружи непосредно изнад њене површине. У неким пољима астрофизике где се удаљености мере у парсецима (pc), брзине у километрима по секунди (km/s) и масе у сунчевим јединицама ({\displaystyle M_{\odot }}), корисно је изразити G као:
{\displaystyle G\approx 4,\!3\times 10^{-3}{\rm {\ pc}}\,M_{\odot }^{-1}\,{\rm {(km/s)}}^{2}.\,}
Сила гравитације је екстремно слаба у поређењу са осталим фундаменталним силама. На пример, сила гравитације између електрона и протона удаљених 1 метар је отприлике 10−67 њутна, док је електромагнетна сила између истих честица 10−28 њутна. Обе ове силе су слабе у поређењу са силама које се могу директно доживети, али електромагнетна сила у овом примеру је око 39 редова величине (нпр. 1039) већа од силе гравитације - отприлике сличан однос као маса сунца у поређењу са масом микрограма.

## Историја
Њутн је 1686. године представио свој закон гравитације наводећи да постоји сразмера силе са масама и обрнута сразмера са квадратом растојања, али не наводећи вредност константе сразмере нити је то касније урадио. Закон се користио за успостављање односа међу величинама, а не за давање нумеричких резултата.
Прво мерење је обавио Кевендиш 1798. године, када је добио вредност са тачношћу 1%. Када су га питали шта то мери, он је одговорио „Мерим масу Земље“. Стварно, познавањем Земљиног убрзања, пречника Земље и гравитационе константе могуће је одредити масу Земље.
После је још много пута мерена ова константа али се метода ретко мењала. У питању је била торзиона вага са оптичким очитавањем увртања влакна који је носио две кугле. Тек у последње време постоје другачија мерења, али су и резултати и даље испод жељене прецизности.

## производ
Вредност GM-умножак гравитационе константе и масе датог астрономског тела као што су Сунце или Земља, познат је као стандардни гравитациони параметар и означен са {\displaystyle \scriptstyle \mu \!}. Зависно од посматраног тела, може се такође звати геоцентрична или хелиоцентрична гравитациона константа, између осталих имена.
Ова вредност даје прикладну поједностављеност разних једначина везаних за гравитацију. Такође, за небеска тела као што су Сунце и Земља, вредност продукта GM је познатија с већом прецизношћу него сваки фактор појединачно. Заиста, ограничена прецизност за G често ограничава прецизност научне детерминираности таквих маса у почетку.
За Земљу, кориштење M⊕ као симбола за масу Земље, важи
{\displaystyle \mu =GM_{\oplus }=(398600,\!4418\pm 0,\!0008)\ {\mbox{km}}^{3}\ {\mbox{s}}^{-2}.}
Прорачуни у небеској механици могу такође бити спроведени користећи јединицу соларне масе радије него стандардну СИ јединицу килограм. У овом случају користи се Гаусова гравитациона константа која је 2, где је:
{\displaystyle {k=0,\!01720209895\ A^{\frac {3}{2}}\ D^{-1}\ S^{-{\frac {1}{2}}}}\ }
и
{\displaystyle A} је астрономска јединица;
{\displaystyle D} је средњи сунчев дан;
{\displaystyle S} је Сунчева маса.
Ако се уместо средњег Сунчевог дана користи сидеричка година као јединица за време, вредност k је јако близу 2π (k = 6,283 15).
Стандардни гравитациони параметар GM појављује се као горе у Њутновом закону универзалне гравитације, као такође и у једначинама за скретање светлости предвиђено гравитационим сочивима, у Кеплеровим законима о кретању планета и у једначини за брзину ослобађања.